# Lorenzo Williams (cestista 1984)
Lorenzo Williams (Killeen, 8 novembre 1984) è un ex cestista statunitense.

## Palmarès
- Campionato slovacco: 1

Pezinok: 2007-08
- Campionato lettone: 1

Ventspils: 2013-14